# Ельси
Ельси (итал. Jelsi) —  коммуна в Италии, располагается в регионе Молизе, в провинции Кампобассо.
Население составляет 1917 человек (2008 г.), плотность населения составляет 68 чел./км². Занимает площадь 28 км². Почтовый индекс — 86015. Телефонный код — 0874.
Покровителем коммуны почитается святой апостол Андрей, празднование 30 ноября.

## Демография
Динамика населения:

## Администрация коммуны
- Официальный сайт: http://www.comune.jelsi.cb.it/